# Iosif Czako
Iosif Czako (11 de junho de 1906 - 12 de Setembro de 1966) foi um futebolista romeno que competiu na Copa do Mundo FIFA de 1930.